# Ribánszki Róbert
Ribánszki Róbert (Ózd, 1933. szeptember 18. – Budapest, 2015. április 19.) kommunista pártfunkcionárius, diplomata.

## Életpályája
Bányászcsaládból származott. Már 15 éves korában bekapcsolódott a baloldali ifjúsági mozgalomba, a Diákszövetség, majd a Dolgozó Ifjúság Szövetsége ózdi városi bizottságába is beválasztották. Tizenhét éves korában, 1950-ben lett a Magyar Dolgozók Pártja tagja, majd 1956-ban átigazolták az újonnan alakult Magyar Szocialista Munkáspártba. 1952-ben érettségizett, utána 1954-ig a Külügyi Akadémián folytatta tanulmányait. 1954-től a Külügyminisztériumban dolgozott. 1956. november 7-én áthelyezték a Minisztertanács Titkárságára, és Kádár János személyi titkára lett osztályvezetői rangban. 1958 februárjában az MSZMP KB Párt- és Tömegszervezetek Osztályának politikai munkatársa lett. 1963 és 1966 között elvégezte az SZKP Pártfőiskoláját, orosz és angol nyelvtudást szerzett.
1966-ban megválasztották meg a KISZ KB titkárává. 1970. március 5-étől az MSZMP Budapest XXI. kerületi, csepeli pártbizottságának első titkára volt. Ebből a funkciójából 1976-ban felmentették, újra a Külügyminisztérium állományába került, és Magyarország pekingi nagykövete lett. Ezt a posztot 1983-ig töltötte be. Hazatérése után, 1984-ben megválasztották a Hazafias Népfront Országos Tanácsa titkárává. 1989 végén, a Magyar Szocialista Párt megalakulása után nem lépett be az új pártba, hanem részt vett az MSZMP újjáalakítására irányuló kísérletben. A párt 2015-ben – többszöri névváltoztatás után – Magyar Munkáspárt néven működik.

## Díjai, elismerései
- Magyar Szabadság Érdemrend ezüst fokozat (1957)
- Szocialista Munkáért Érdemérem (1959)
- Munka Érdemrend arany fokozat (1973)
- Szocialista Magyarországért Érdemrend (1988)